# Libusza (Biecz)

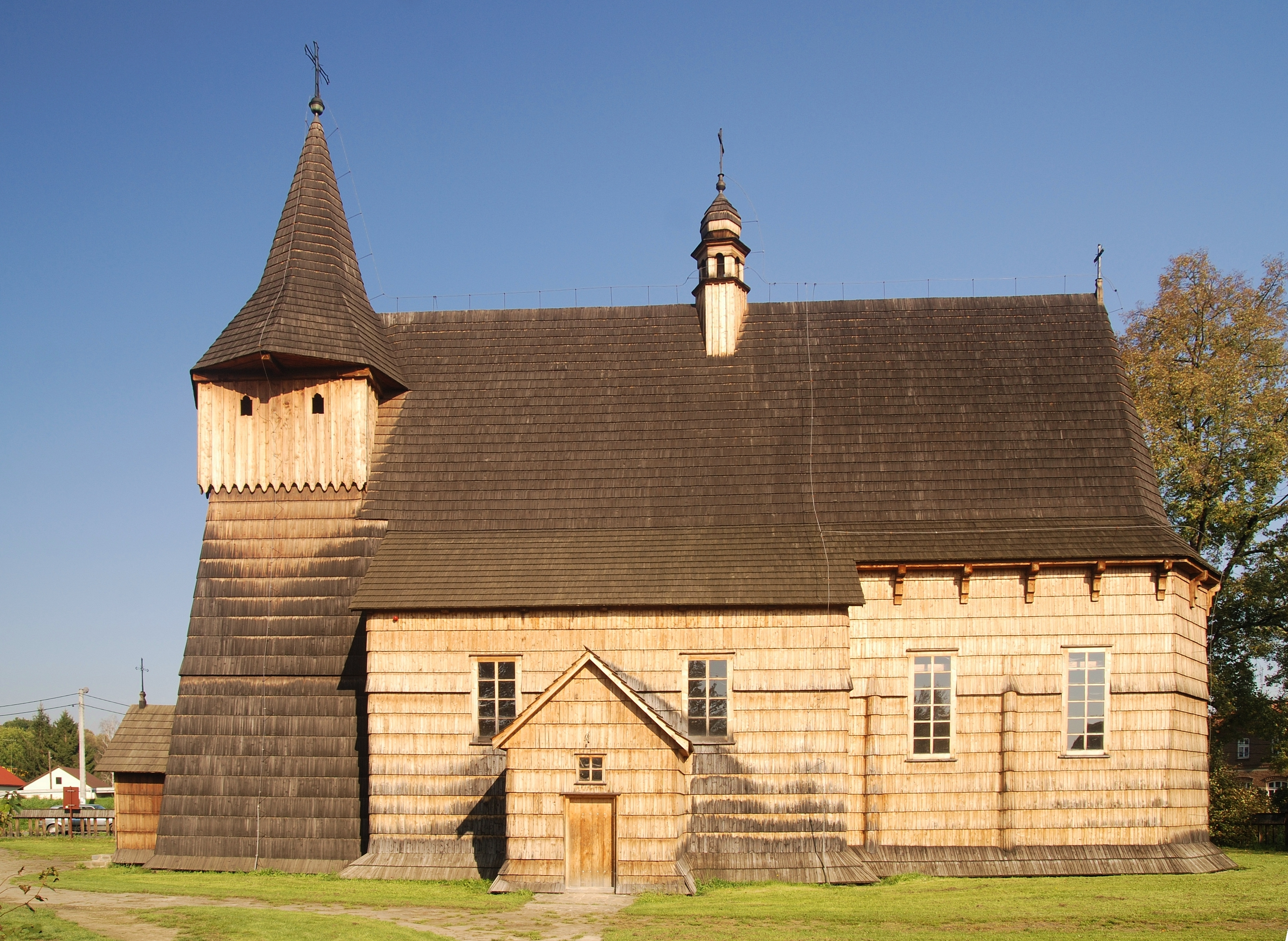
Holzkirche

Libusza (früher Lubusza) ist eine Ortschaft mit einem Schulzenamt der Gemeinde Biecz im Powiat Gorlicki der Woiwodschaft Kleinpolen in Polen.

## Geschichte
Der Ort auf dem gleichnamigen Fluss Lubussa (1279/1336) wurde zunächst im Jahr 1342 von Sąd Pieniążek aus Iwanowice aus dem polnischen ins Neumarkter Recht übertragen. 1348 wurde Lubussza laut einem Gründungsprivileg Kasimirs des Großen diesmal nach Magdeburger Recht auf 120 fränkischen Hufen in einem Wald (wieder)gegründet (quod cupientes utilitates Regni nostri per amplius ampliare, de Syluis de quibus Nobis nulla paenitus utilitas proveniebat (...) villam (...) locandi ). Der Gründer und der erste Schulz war Jacobus. 1356 wurde ein anderes Dokument für das Dorf aufgegeben. 1361 war der Schulz Hynko bzw. Hanek, der vom König Erlaubnis für eine Mühle erhielt. 1382 kaufte das Amt vom Vogt von Frysztak der Bieczer Stadtbürger Mikołaj Salza (Szalsza, Salsza), und nach ihm war es im Besitz von Hanek/Janek (Jenco) Salza, der in einer Streit mit dem Priester Mikołaj Bielic war (also es gab schon die im Jahr 1348 geplante Pfarrei). Laut einer örtlichen Erzählung ging der Name auf die böhmische Prinzessin Libuše zurück. Nach Linguisten wurde jedoch der ursprüngliche Name Lubusza vom Personennamen Lubuch (vergleiche Lubomir, Nicolai dicti Libuch, 1382) mit dem Suffix -ja abgeleitet. Die Änderung Lubusza > Libusza war ein langer Prozess: Lebuscha (1388), Lubuscha (1389), Lybussa (1395/17. Jhr.), Lubusschza (1416), Lunbuscha (1435), Lubuscha (1470), in Lybusschą, Lybuscha, Lvgvscha (1529), Libesza (1564), Libuza (1581), Libusza (1629).
Der Ort gehörte zunächst zur Starostei von Biecz im Königreich Polen (ab 1569 in der Adelsrepublik Polen-Litauen), Woiwodschaft Krakau, Kreis Biecz. Bei der Ersten Teilung Polens kam Libusza 1772 zum neuen Königreich Galizien und Lodomerien des habsburgischen Kaiserreichs (ab 1804). Ab dem Jahr 1855 gehörte Libusza zum Bezirk Gorlice.
Ab 1856 wurde Erdöl in Libusza gefördert. 1872 wurde eine Raffinerie eröffnet, die bis 1937 tätig war.
1918, nach dem Ende des Ersten Weltkriegs und dem Zusammenbruch der k.u.k. Monarchie, kam Libusza zu Polen. Unterbrochen wurde dies nur durch die Besetzung Polens durch die Wehrmacht im Zweiten Weltkrieg.
Von 1975 bis 1998 gehörte Libusza zur Woiwodschaft Krosno.

## Sehenswürdigkeiten
- Holzkirche  aus dem frühen 16. Jahrhundert
- Österreichischer Soldatenfriedhof (Nummer 101)